# Magulla brescoviti
Magulla brescoviti là một loài nhện trong họ Theraphosidae.
Loài này thuộc chi Magulla. Magulla brescoviti được miêu tả năm 2008 bởi Indicatti et al..